# Universiteit van Hebron
De Universiteit van Hebron (جامعة الخليل) is een Palestijnse openbare universiteit op de Westelijke Jordaanoever, in het noordwestelijk heuvelachtig deel van de stad Hebron. In 2013 volgden er 7.140 studenten les.
De universiteit werd opgericht als een islamitische hogeronderwijsinstelling in 1971 door sjeik Mohammed Ali Al-Ja'bari, voormalig burgemeester van de stad. Het eerste jaar werd gestart met 43 studenten. In maart 1996 werd de universiteit door Israël gesloten, maar na protesten van studenten begin 1997 weer geopend.
De universiteit is opgedeeld in tien colleges, te weten islamitische wet (Al-Shari`a), kunsten, pedagogische wetenschappen, wetenschap en technologie, financiewezen en bedrijfswetenschappen, landbouwwetenschappen, verpleegkunde, geneeskunde en farmaceutische wetenschappen, rechten en politieke wetenschappen en informatietechnologie.